# Jean-Luc Ettori
Jean-Luc Ettori (ur. 29 lipca 1955 w Marsylii) – francuski piłkarz grający na pozycji bramkarza i trener piłkarski.

## Życiorys

### Kariera klubowa
Przez całą karierę związany był z AS Monaco FC. W jego pierwszej drużynie występował w latach 1975–1994. W Première Division zadebiutował 20 grudnia 1975 w przegranym 1:3 meczu z Girondins Bordeaux. Łącznie w barwach Monaco wystąpił w 601 meczach ligowych.
W sezonach 1977/1978, 1981/1982 i 1987/1988 wraz z klubem zdobył mistrzostwo Francji, a w sezonach 1979/1980, 1984/1985 i 1990/1991 krajowy puchar. W sezonie 1991/1992 dotarł do finału Pucharu Zdobywców Pucharów.
| Sezon | Klub         | Liga              | Mecze | Gole |
| ----- | ------------ | ----------------- | ----- | ---- |
| 93/94 | AS Monaco FC | Première Division | 35    | 0    |
| 92/93 | AS Monaco FC | Première Division | 37    | 0    |
| 91/92 | AS Monaco FC | Première Division | 34    | 0    |
| 90/91 | AS Monaco FC | Première Division | 38    | 0    |
| 89/90 | AS Monaco FC | Première Division | 38    | 0    |
| 88/89 | AS Monaco FC | Première Division | 37    | 0    |
| 87/88 | AS Monaco FC | Première Division | 37    | 0    |
| 86/87 | AS Monaco FC | Première Division | 33    | 0    |
| 85/86 | AS Monaco FC | Première Division | 38    | 0    |
| 84/85 | AS Monaco FC | Première Division | 17    | 0    |
| 83/84 | AS Monaco FC | Première Division | 38    | 0    |
| 82/83 | AS Monaco FC | Première Division | 36    | 0    |
| 81/82 | AS Monaco FC | Première Division | 36    | 0    |
| 80/81 | AS Monaco FC | Première Division | 38    | 0    |
| 79/80 | AS Monaco FC | Première Division | 38    | 0    |
| 78/79 | AS Monaco FC | Première Division | 36    | 0    |
| 77/78 | AS Monaco FC | Première Division | 34    | 0    |
| 75/76 | AS Monaco FC | Première Division | 1     | 0    |

### Kariera reprezentacyjna
W latach 1980–1982 był reprezentantem Francji. Zadebiutował 27 lutego 1980 w wygranym 5:1 meczu z Grecją. W 1982 roku wziął udział w mistrzostwach świata w Hiszpanii. Był na nich podstawowym bramkarzem – wystąpił we wszystkich meczach obu faz grupowych i przegranym po rzutach karnych meczu półfinałowym z RFN. Nie wystąpił natomiast w przegranym 2:3 meczu o 3. miejsce z Polską.
Łącznie w kadrze zagrał dziewięciokrotnie.

### Kariera trenerska i organizacyjna
Od 1 lipca 1994 do 30 czerwca 2005 pełnił funkcję trenera bramkarzy AS Monaco FC. Od 15 września 1994 do 8 lutego 1995 był także pierwszym trenerem, prowadząc klub w 19 oficjalnych meczach. Od 1 lipca 2005 do 30 czerwca 2008 był dyrektorem sportowym.
Od 14 grudnia 2009 do 30 czerwca 2010 był dyrektorem technicznym Nîmes Olympique. Od 1 lipca do 24 lipca 2011 trenował bramkarzy szwajcarskiego Neuchâtel Xamax. Sprawował funkcję doradcy w Tours FC (2013–2015) i Avoine OCC (2016–2020). 10 sierpnia 2020 został trenerem bramkarzy w klubie EB Saint-Cyr-sur-Loire.